# Li Ning (entreprise)

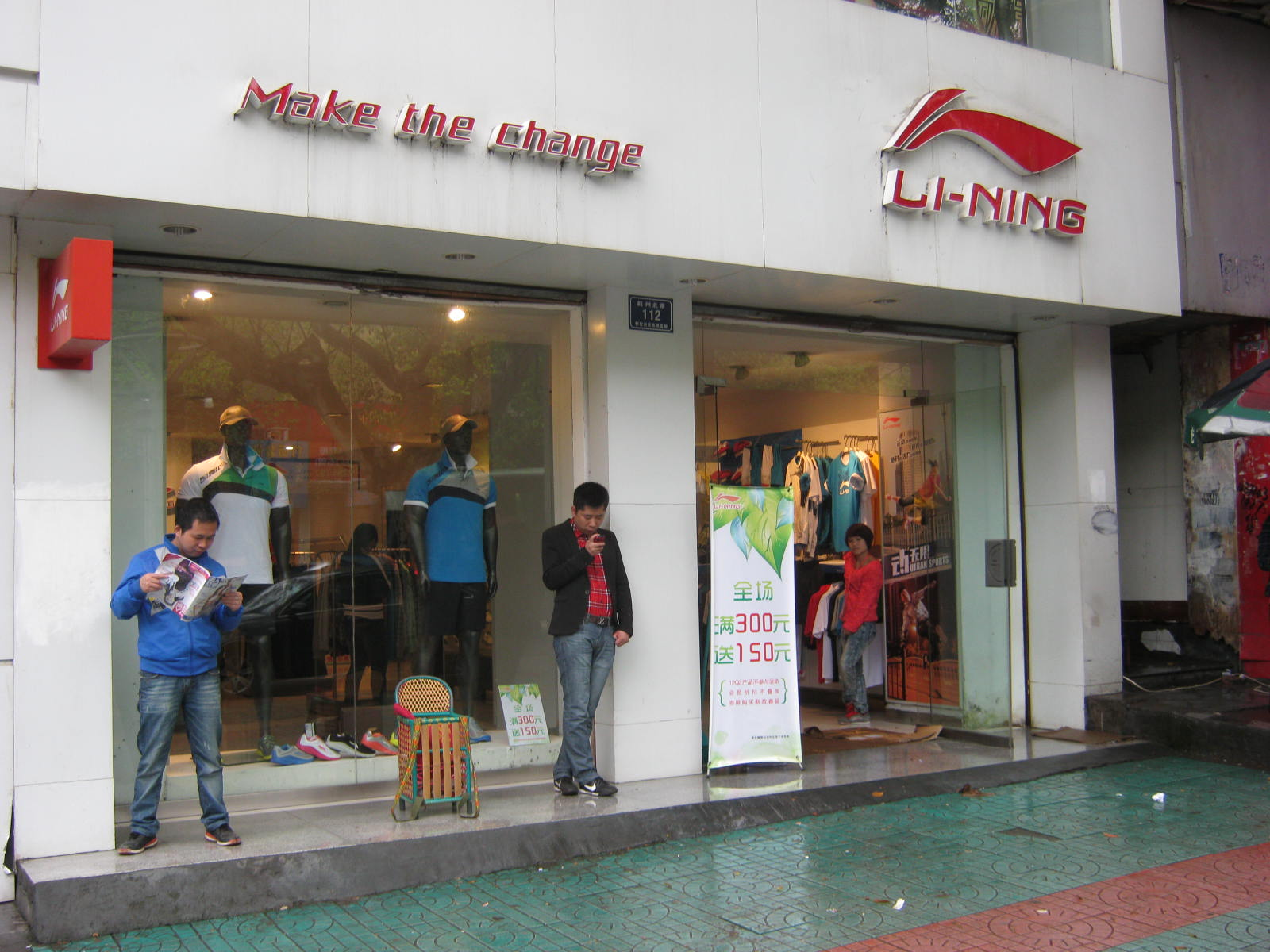
Une boutique de la marque dans la province du Hunan

Li Ning est une entreprise chinoise fondée en 1990 par le gymnaste Li Ning.

## Historique
En 2005, Li Ning crée une coentreprise avec le fabricant français Aigle, lui procurant l'exclusivité pour la distribution des produits de la marque en Chine pour 50 ans.
En 2006, son chiffre d'affaires s'élevait à 418 millions de dollars, pour un profit d'environ 39 millions de dollars. En mars 2007, la marque comptait 4297 revendeurs.
En janvier 2010, elle installe le siège social pour les États-Unis et un magasin pour ses produits phares à Portland.
En janvier 2011, elle  rachète Acquity Group, basé à Chicago, pour étendre sa distribution et sa visibilité en Amérique du Nord.

## Stratégie commerciale
Cette entreprise s'ouvre à l'international en ouvrant des boutiques à l'étranger, notamment aux États-Unis et à Levallois.
Elle a conclu des contrats de sponsoring notamment avec 
- Ivan Ljubičić
- Shaquille O'Neal[3]
- Dwyane Wade
- D'Angelo Russell
- Asafa Powell
- Équipe d'Espagne de basket-ball
- Équipe d'Argentine de basket-ball
- Yan Zi
- Andreas Thorkildsen
- C. J. McCollum

Contrairement à l'idée reçue, Li Ning n'avait pas de partenariat de Sponsorship avec les Jeux olympiques d'été de 2008 (Beijing). C'est un cas d'ambush marketing.